# Desa Dukuhdalem (administrativ by i Indonesien, lat -6,97, long 108,56)
Desa Dukuhdalem är en administrativ by i Indonesien.   Den ligger i provinsen Jawa Barat, i den västra delen av landet, 210 km öster om huvudstaden Jakarta.